# David Hartley (philosophe)
Pour les articles homonymes, voir David Hartley et Hartley.
David Hartley (21 juin 1705–28 août 1757) est un philosophe anglais.

## Jeunesse
David Hartley est né le 21 juin 1705 à Halifax dans le Yorkshire. Sa mère meurt seulement trois jours après sa naissance. Son père, un clerc anglican, meurt quand il a 15 ans. David Hartley fait ses études à la Bradford Grammar School (en) et au Jesus College, où il devient enseignant en 1727. Destiné à l'origine à devenir clerc, il finit par se détourner des ordres et étudie la médecine. Toutefois, il continue d'appartenir à l'Église anglicane et reste en relation avec les clercs les plus en vue de son époque.

## Vie privée
Hartley se marie deux fois : la première en 1730 avec Alice Rowley, qui meurt l'année suivante en donnant naissance à son fils David (1731-1813). En 1735, il épouse Elizabeth (1713-78), fille de Robert Packer de Shellingford et Bucklebury, dans le Berkshire. Ils ont deux enfants, Mary (1736-1803) et Winchcombe Henry (1740-94). Hartley est médecin à Newark, Bury St Edmunds, Londres et finalement à Bath, où il meurt en 1757. Son corps repose dans le cimetière de l'Église St Oswald du village de Grasmere.

## Œuvre
Son principal ouvrage s'intitule Observations on Man, his Frame, his Duty, and his Expectations, publié en 1749, trois ans après l'Essai sur l'origine des connaissances humaines d'Étienne Bonnot de Condillac.

## Source de la traduction
- (en) Cet article est partiellement ou en totalité issu de l’article de Wikipédia en anglais intitulé « David Hartley (philosopher) » (voir la liste des auteurs).